# Miranda de Arga
Miranda de Arga es una villa y municipio español de la Comunidad Foral de Navarra, situado en la merindad de Olite, en la comarca de la Ribera Arga-Aragón, a orillas del río Arga y a 47,05 km de la capital de la comunidad, Pamplona. Su población en 2024 fue de 903 habitantes (INE).

## Símbolos

### Escudo
El escudo de armas de la villa de Miranda de Arga tiene el siguiente blasón:

En campo de gules, un castillo de oro sostenido por dos leones rampantes por tenantes del mismo metal.

El escudo fue concedido el 21 de febrero de 1512 por los reyes de Navarra, Juan de Labrit y Catalina de Foix mediante un documento expedido en Tudela en el que manifestaban:

"... e por cuanto en tipos pasados ellos mismo con su fidelitat y esfuerzo ganaron el castillo de la dicha villa, estando agenado y ocupado en manos de castellanos, porque es razón las armas e insignias tengan de aquello en que virtuosamente en servicio de la corona se executamos, les damos por privilegio especial o libertad por armas hun castillo de oro en campo de gules, para que assi, concejalmente et singularmente puedan tener et llebar e de ellas se puedan honrar y aprovechar a perpetuo...".

En el sello que usa la villa en la actualidad el castillo está sostenido por dos leones. Así figura en las vidrieras del Palacio de Navarra, siendo en cambio, incorrecto el del salón del trono: cuartelado: 1.º y 4.º un castillo de oro en campo de gules. 2.º las cadenas de Navarra de oro. 3.º un león rampante en campo de oro. En el siglo XIII usaba un sello consistente en un puente romano de tres arcadas y a ambos lados torres redondas de tres almenas.

## Geografía

Situación del municipio de Miranda de Arga en Navarra.

La villa de Miranda de Arga está situada en la Zona media de Navarra, dentro de la Ribera Alta. Su término municipal tiene una superficie de 60,1 kilómetros cuadrados y limita al norte con Berbinzana, al este con Tafalla, al sur con Falces y al oeste con Lerín.
| Noroeste: Lerín y Berbinzana | Norte: Berbinzana | Noreste: Tafalla          |
| Oeste: Lerín                 |                   | Este: Tafalla             |
| Suroeste Lerín y Falces      | Sur: Falces       | Sureste: Falces y Tafalla |

### Clima
El clima de la zona es de tipo mediterráneo continental. Éste está caracterizado por registrar valores extremos en las temperaturas, registrarse precipitaciones escasa e irregulares, la frecuente presencia del cierzo (viento del norte) y sobre todo por producirse frecuentemente acusadas sequías en verano. La temperatura media anual oscila entre los 13 y 14 °C, las precipitaciones anualen alcanzán valores que van entre los 450 y 500 mm. Al año se registran entre 55 y 65 días de lluvia, y la evapotranspiración potencial está alrededor de 725 mm.
| Parámetros climáticos promedio de Miranda de Arga (Periodo de referencia: 1982-2023) | Parámetros climáticos promedio de Miranda de Arga (Periodo de referencia: 1982-2023) | Parámetros climáticos promedio de Miranda de Arga (Periodo de referencia: 1982-2023) | Parámetros climáticos promedio de Miranda de Arga (Periodo de referencia: 1982-2023) | Parámetros climáticos promedio de Miranda de Arga (Periodo de referencia: 1982-2023) | Parámetros climáticos promedio de Miranda de Arga (Periodo de referencia: 1982-2023) | Parámetros climáticos promedio de Miranda de Arga (Periodo de referencia: 1982-2023) | Parámetros climáticos promedio de Miranda de Arga (Periodo de referencia: 1982-2023) | Parámetros climáticos promedio de Miranda de Arga (Periodo de referencia: 1982-2023) | Parámetros climáticos promedio de Miranda de Arga (Periodo de referencia: 1982-2023) | Parámetros climáticos promedio de Miranda de Arga (Periodo de referencia: 1982-2023) | Parámetros climáticos promedio de Miranda de Arga (Periodo de referencia: 1982-2023) | Parámetros climáticos promedio de Miranda de Arga (Periodo de referencia: 1982-2023) | Parámetros climáticos promedio de Miranda de Arga (Periodo de referencia: 1982-2023) |
| Mes                                                                                  | Ene.                                                                                 | Feb.                                                                                 | Mar.                                                                                 | Abr.                                                                                 | May.                                                                                 | Jun.                                                                                 | Jul.                                                                                 | Ago.                                                                                 | Sep.                                                                                 | Oct.                                                                                 | Nov.                                                                                 | Dic.                                                                                 | Anual                                                                                |
| ------------------------------------------------------------------------------------ | ------------------------------------------------------------------------------------ | ------------------------------------------------------------------------------------ | ------------------------------------------------------------------------------------ | ------------------------------------------------------------------------------------ | ------------------------------------------------------------------------------------ | ------------------------------------------------------------------------------------ | ------------------------------------------------------------------------------------ | ------------------------------------------------------------------------------------ | ------------------------------------------------------------------------------------ | ------------------------------------------------------------------------------------ | ------------------------------------------------------------------------------------ | ------------------------------------------------------------------------------------ | ------------------------------------------------------------------------------------ |
| Temp. máx. abs. (°C)                                                                 | 19.0                                                                                 | 25.0                                                                                 | 27.0                                                                                 | 30.0                                                                                 | 36.0                                                                                 | 42.0                                                                                 | 43.5                                                                                 | 42.0                                                                                 | 38.0                                                                                 | 31.0                                                                                 | 25.5                                                                                 | 19.0                                                                                 | 43.5                                                                                 |
| Temp. máx. media (°C)                                                                | 9.6                                                                                  | 11.8                                                                                 | 15.2                                                                                 | 17.6                                                                                 | 22.1                                                                                 | 27.1                                                                                 | 30.2                                                                                 | 30.0                                                                                 | 25.6                                                                                 | 20.2                                                                                 | 13.5                                                                                 | 10.0                                                                                 | 19.4                                                                                 |
| Temp. media (°C)                                                                     | 5.6                                                                                  | 7.0                                                                                  | 9.8                                                                                  | 12.0                                                                                 | 16.0                                                                                 | 20.5                                                                                 | 23.2                                                                                 | 23.2                                                                                 | 19.5                                                                                 | 14.9                                                                                 | 9.5                                                                                  | 6.2                                                                                  | 13.9                                                                                 |
| Temp. mín. media (°C)                                                                | 1.7                                                                                  | 2.2                                                                                  | 4.4                                                                                  | 6.5                                                                                  | 9.9                                                                                  | 13.9                                                                                 | 16.3                                                                                 | 16.4                                                                                 | 13.3                                                                                 | 9.7                                                                                  | 5.4                                                                                  | 2.4                                                                                  | 8.5                                                                                  |
| Temp. mín. abs. (°C)                                                                 | -7.0                                                                                 | -8.0                                                                                 | -8.0                                                                                 | -4.0                                                                                 | 0.0                                                                                  | 4.0                                                                                  | 8.0                                                                                  | 8.0                                                                                  | 4.0                                                                                  | -1.0                                                                                 | -7.0                                                                                 | -11.0                                                                                | -11.0                                                                                |
| Precipitación total (mm)                                                             | 35.3                                                                                 | 28.8                                                                                 | 39.2                                                                                 | 46.1                                                                                 | 47.7                                                                                 | 38.8                                                                                 | 22.9                                                                                 | 19.7                                                                                 | 37.7                                                                                 | 43.1                                                                                 | 48.7                                                                                 | 33.1                                                                                 | 441.2                                                                                |
| Días de lluvias (≥ 1 mm)                                                             | 8                                                                                    | 6                                                                                    | 7                                                                                    | 9                                                                                    | 8                                                                                    | 5                                                                                    | 4                                                                                    | 4                                                                                    | 5                                                                                    | 7                                                                                    | 8                                                                                    | 7                                                                                    | 78                                                                                   |
| Días de nevadas (≥ 1 mm)                                                             | 0.6                                                                                  | 0.6                                                                                  | 0.3                                                                                  | 0.1                                                                                  | 0                                                                                    | 0                                                                                    | 0                                                                                    | 0                                                                                    | 0                                                                                    | 0                                                                                    | 0.2                                                                                  | 0.5                                                                                  | 2.2                                                                                  |
| Fuente: Gobierno de Navarra - Departamento de Desarrollo Rural y Medio Ambiente.     |                                                                                      |                                                                                      |                                                                                      |                                                                                      |                                                                                      |                                                                                      |                                                                                      |                                                                                      |                                                                                      |                                                                                      |                                                                                      |                                                                                      |                                                                                      |

### Flora y fauna
La vegetación de la zona es de tipo mediterráneo y está formada principalmente por encinas de la cual se conserva muy poca superficie debido a la acción antropogénica.

## Demografía
Miranda de Arga cuenta con una población de 903 habitantes (INE 2024).
| Gráfica de evolución demográfica de Miranda de Arga entre 1842 y 2021 |
| |
| Población de derecho según los censos de población del INE Población de hecho según los censos de población del INEEn estos censos se denominaba Miranda: 1842, 1857 y 1860 |

### Distribución de la población

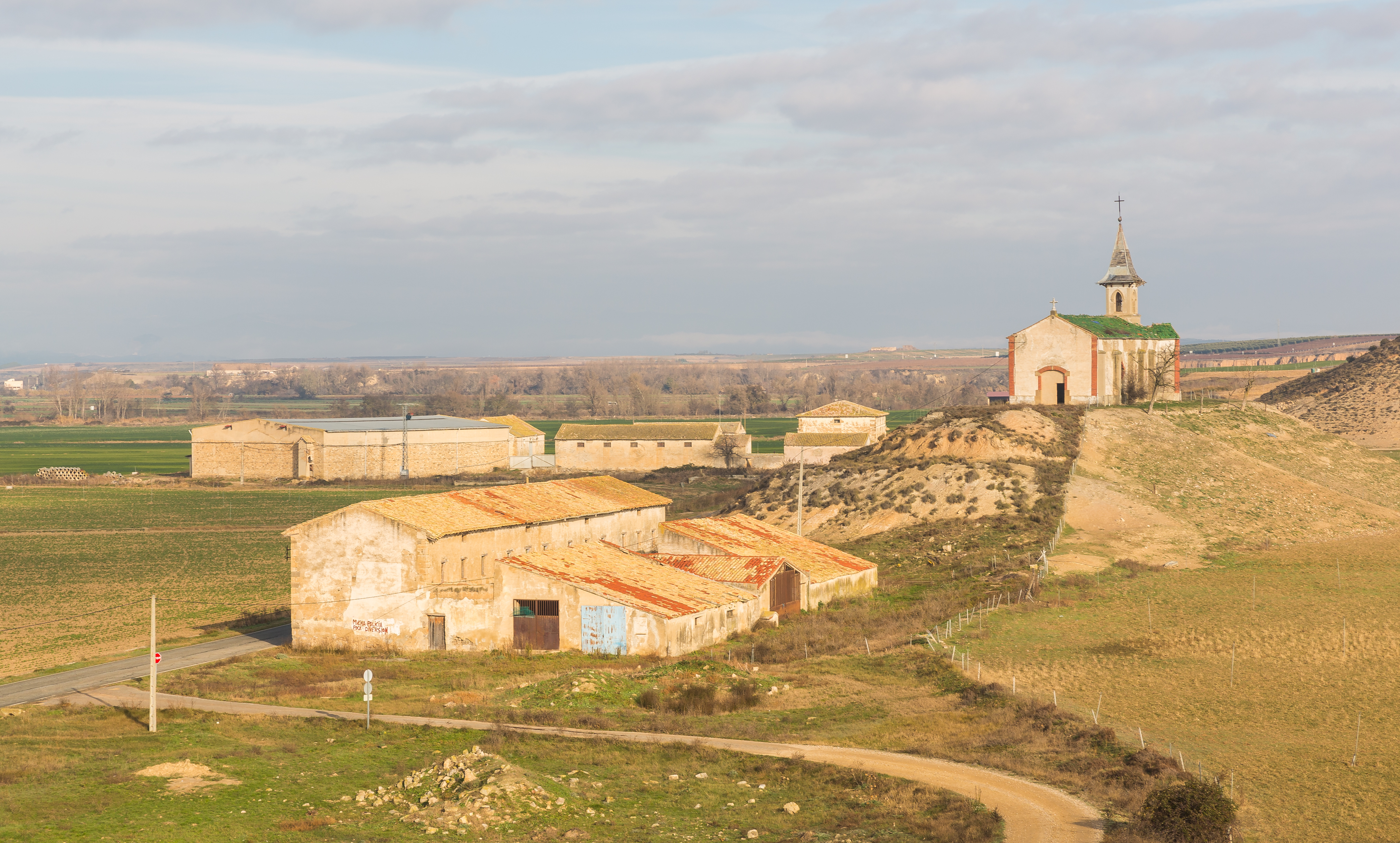
Vista de Vergalijo.

El municipio se divide en las siguientes entidades de población, según el nomenclátor de población publicado por el INE (Instituto Nacional de Estadística). Los datos de población se refieren a 2014
| Entidad de Población | Población (2014) |
| -------------------- | ---------------- |
| Miranda de Arga      | 876              |
| Vergalijo            | 2                |

### Economía
Principalmente agrícola pero en claro retroceso. Cada vez más gente se desplaza a trabajar en empresas de Pamplona, Tafalla o Peralta.

### Patrimonio

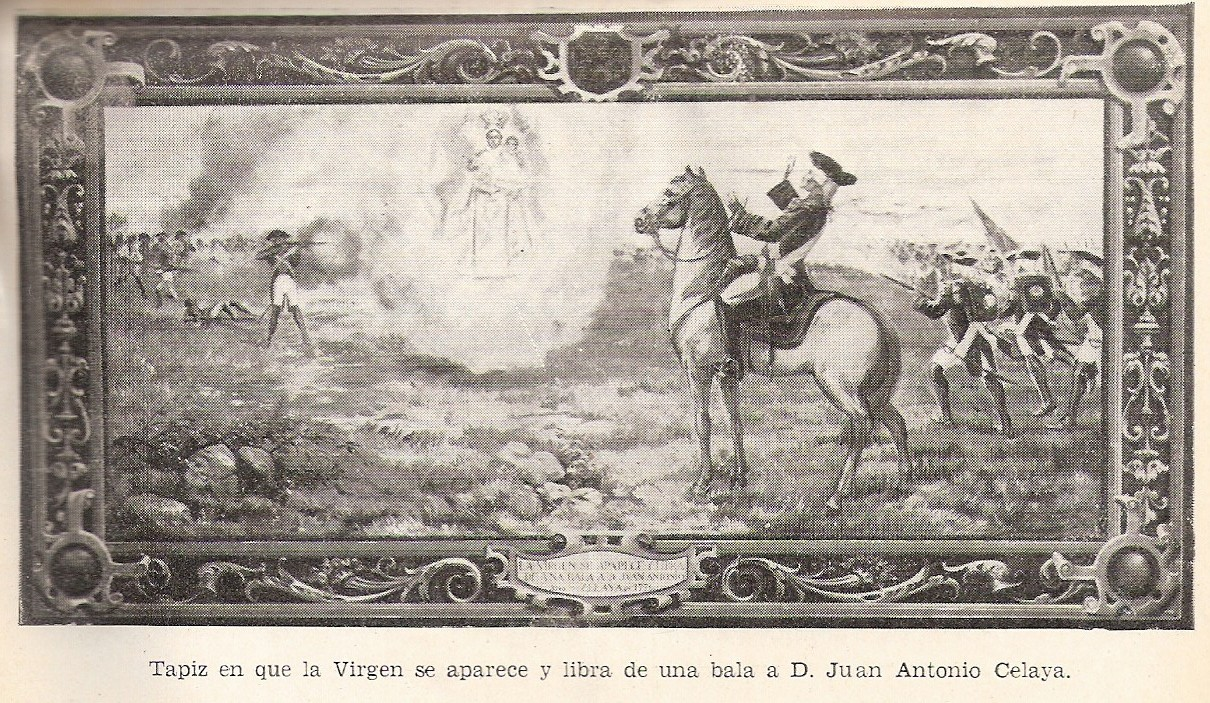
Tapiz en que la Virgen libra de una bala a J.A. Zelaya

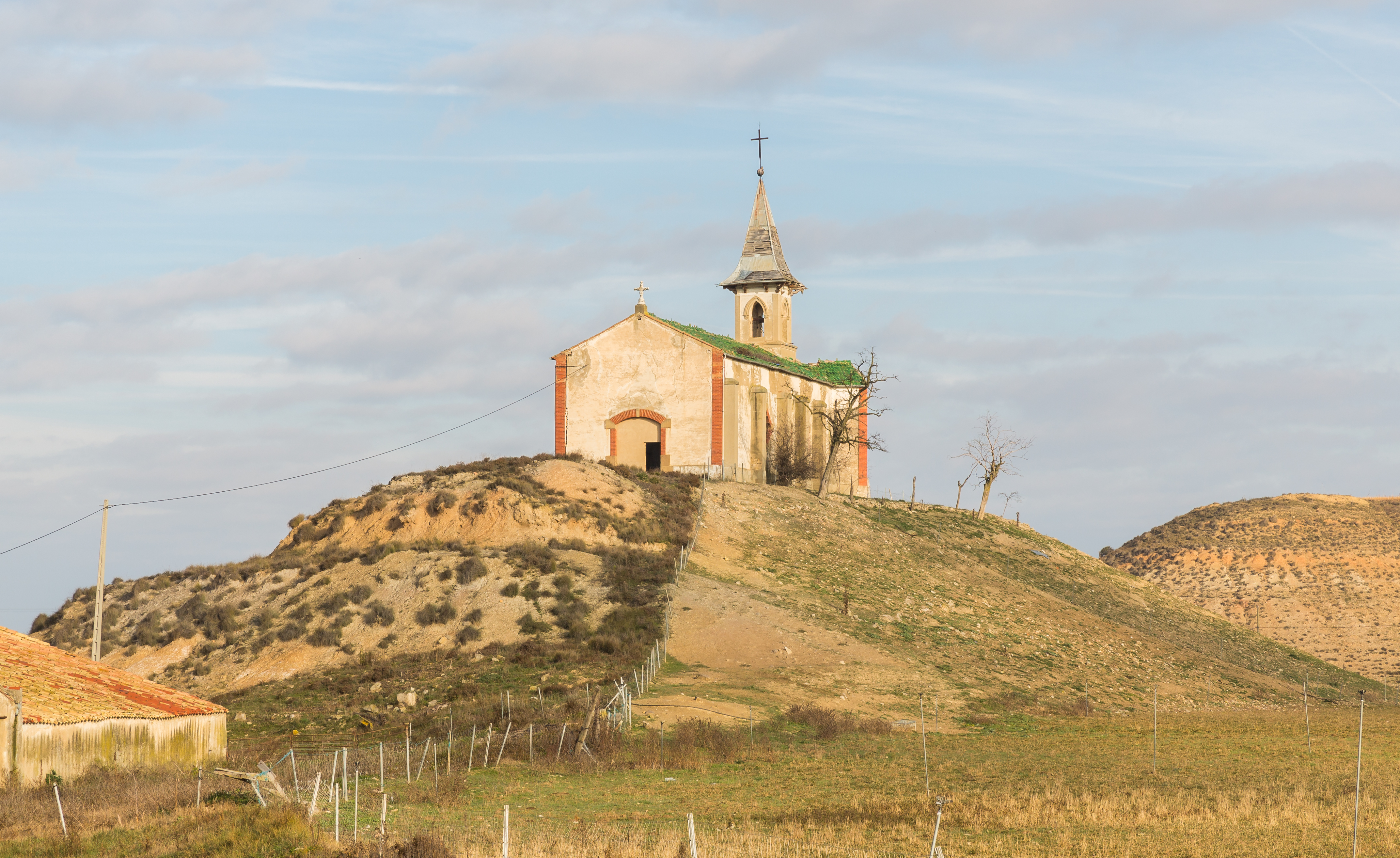
Ermita de Vergalijo.

## Administración y política
| Partido político                         | 2019  | 2019       | 2015  | 2015       | 2011  | 2011       | 2007  | 2007       | 2003  | 2003       | 1999  | 1999       | 1995  | 1995       | 1991  | 1991       |
| Partido político                         | %     | Concejales | %     | Concejales | %     | Concejales | %     | Concejales | %     | Concejales | %     | Concejales | %     | Concejales | %     | Concejales |
| Iniciativa por Miranda (IPM)             | 44,32 | 3          | 49,09 | 4          | —     | —          | —     | —          | —     | —          | —     | —          | —     | —          | —     | —          |
| Agrupación Arga (AA)                     | 28,94 | 2          | 28,62 | 2          | 31,65 | 2          | 21,65 | 1          | —     | —          | —     | —          | —     | —          | —     | —          |
| Navarra Suma (NA+)                       | 24,91 | 2          | —     | —          | —     | —          | —     | —          | —     | —          | —     | —          | —     | —          | —     | —          |
| Unión del Pueblo Navarro (UPN)           | —     | —          | 21,56 | 1          | 25,59 | 2          | 28,51 | 2          | —     | —          | —     | —          | —     | —          | 33,33 | 3          |
| Partido Socialista de Navarra (PSN-PSOE) | —     | —          | —     | —          | 40,74 | 3          | 48,63 | 4          | 83,64 | 9          | 55,96 | 4          | 55,51 | 4          | 64,17 | 6          |
| Agrupación Mirandesa Independiente (AMI) | —     | —          | —     | —          | —     | —          | —     | —          | —     | —          | 40,86 | 3          | 41,74 | 3          | —     | —          |

| Mandato   | Nombre del alcalde           | Partido político                                      |  |
| --------- | ---------------------------- | ----------------------------------------------------- |  |
| 1979-1983 | Teodosio Sesma López         | PSOE                                                  |  |
| 1983-1987 | José Ángel Sesma Sesma       | Agrupación electoral independiente de Miranda de Arga |  |
| 1987-1991 | Adolfo Baztán Ibáñez         | Agrupación democrática de Miranda                     |  |
| 1991-1995 | Jesús María Abrego Erice     | PSN-PSOE                                              |  |
| 1995-1999 | Ismael Zabaleta Ibero        | PSN-PSOE                                              |  |
| 1999-2003 | María Teresa Iradiel Ibáñez  | PSN-PSOE                                              |  |
| 2003-2007 | María Teresa Iradiel Ibáñez  | PSN-PSOE                                              |  |
| 2007-2011 | Rosa María Donázar Hernández | PSN-PSOE                                              |  |
| 2011-2015 | María Teresa Iradiel Ibáñez  | PSN-PSOE                                              |  |
| 2015-2019 | Jesús Luis Andión Ripa       | IPM                                                   |  |
| 2019-2023 | Franco Gil Serantes          | AA                                                    |  |
| 2023      | María Pilar Ibero Pérez      | IPM                                                   |  |

## Cultura

### Monumentos religiosos
- Iglesia de la Asunción (siglo XIII-XIV)
- Ermita de Nuestra Señora del Castillo (siglo XVII)
- Ermita de El Cristo
- Ermita de San Juan
- Ermita de El Ángel
- Ermita de Vergalijo

### Monumentos civiles

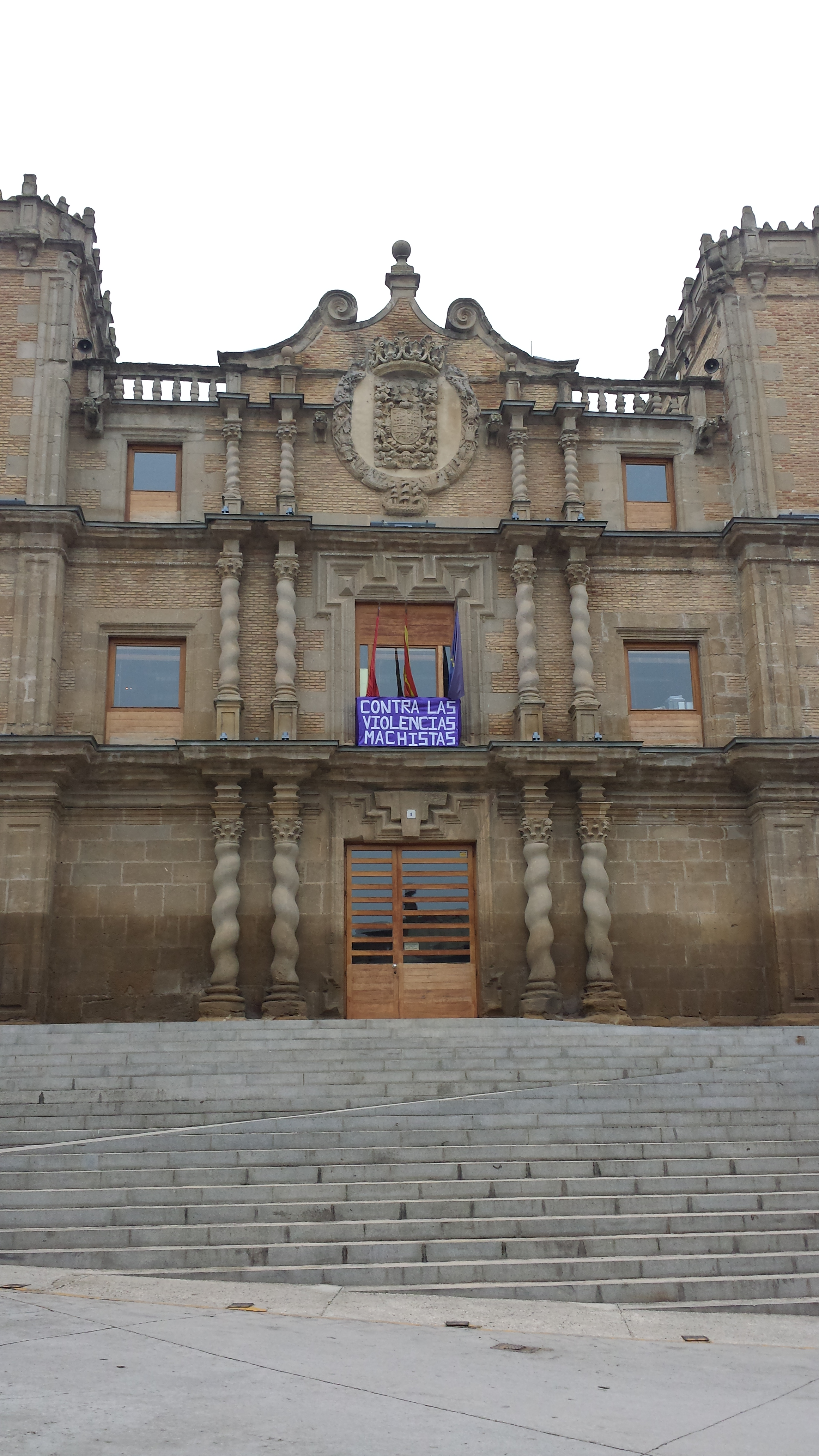
Palacio de los Colomo, actual casa consistorial.

- Palacio de los Colomo, actual casa consistorial de la villa (-también conocida como "Casa de las Torres"- siglos XVII-XVIII).
- Torre del Reloj (siglo XVI)
- Torreón (torre de carácter defensivo construida durante la segunda guerra carlista)
- Noria
- Puente sobre el Arga (origen gótico)
- Casa de Carranza
- Bomba (antigua construcción para la extracción agua para ganadería)
- Molino de Cabués (antigua construcción que proveía de luz a los habitantes de Vergalijo)
- Molino de Miranda (antigua construcción que proveía de luz a los habitantes de Miranda de Arga)
- Portal del Monte (antiguo puente de acceso a la Villa)

### Fiestas

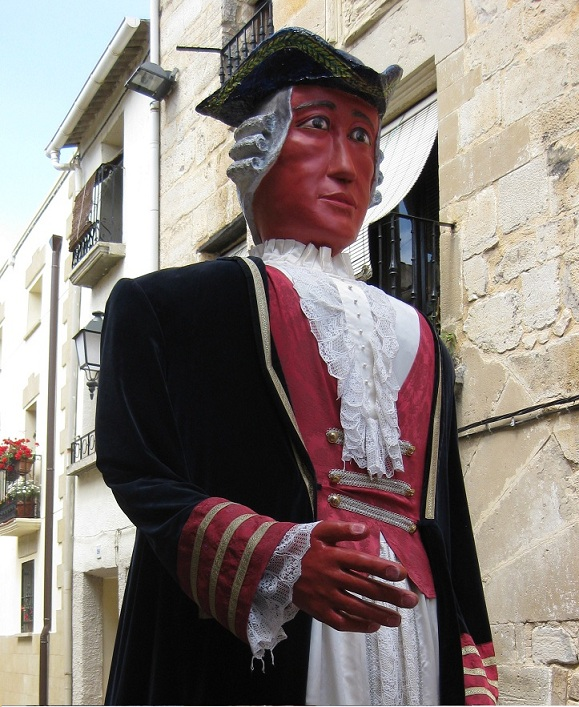
Capitán Zelaya, gigante de la comparsa de Gigantes y Cabezudos de Miranda de Arga

- La patrona es la Virgen del Castillo, y sus fiestas se celebran en agosto con tradicionales encierros de reses bravas y música hasta la madrugada. Del 23 al 28 de agosto.
- A mediados de julio de celebra el día del mundo rural en el que se reviven oficios de otros tiempos caídos en el olvido.
- El día de la caza en honor de los cazadores, organizado por la junta de caza. fin de semana más cercano al 12 de octubre.
- El día de la juventud. Siguiente fin de semana de Sanfermines

### Deporte
El equipo de fútbol de la localidad es el Castillo F.C., que milita en la categoría regional preferente.
El grupo de BTT/Running Miranda de Arga fomenta la práctica de dichos deportes. Para ello, organiza diferentes actos deportivos: carreras, salidas periódicas de entrenamiento, quedadas BTT, etc.
Desde 2013, el 31 de diciembre de cada año tiene lugar la carrera popular San Silvestre de Miranda de Arga Archivado el 28 de agosto de 2019 en Wayback Machine. por las calles del pueblo.